# Curetis ge
Curetis ge är en fjärilsart som beskrevs av Hans Fruhstorfer 1900. Curetis ge ingår i släktet Curetis och familjen juvelvingar. Inga underarter finns listade i Catalogue of Life.